# 施滕施泰因山
48°33′36″N 14°16′3″E / 48.56000°N 14.26750°E

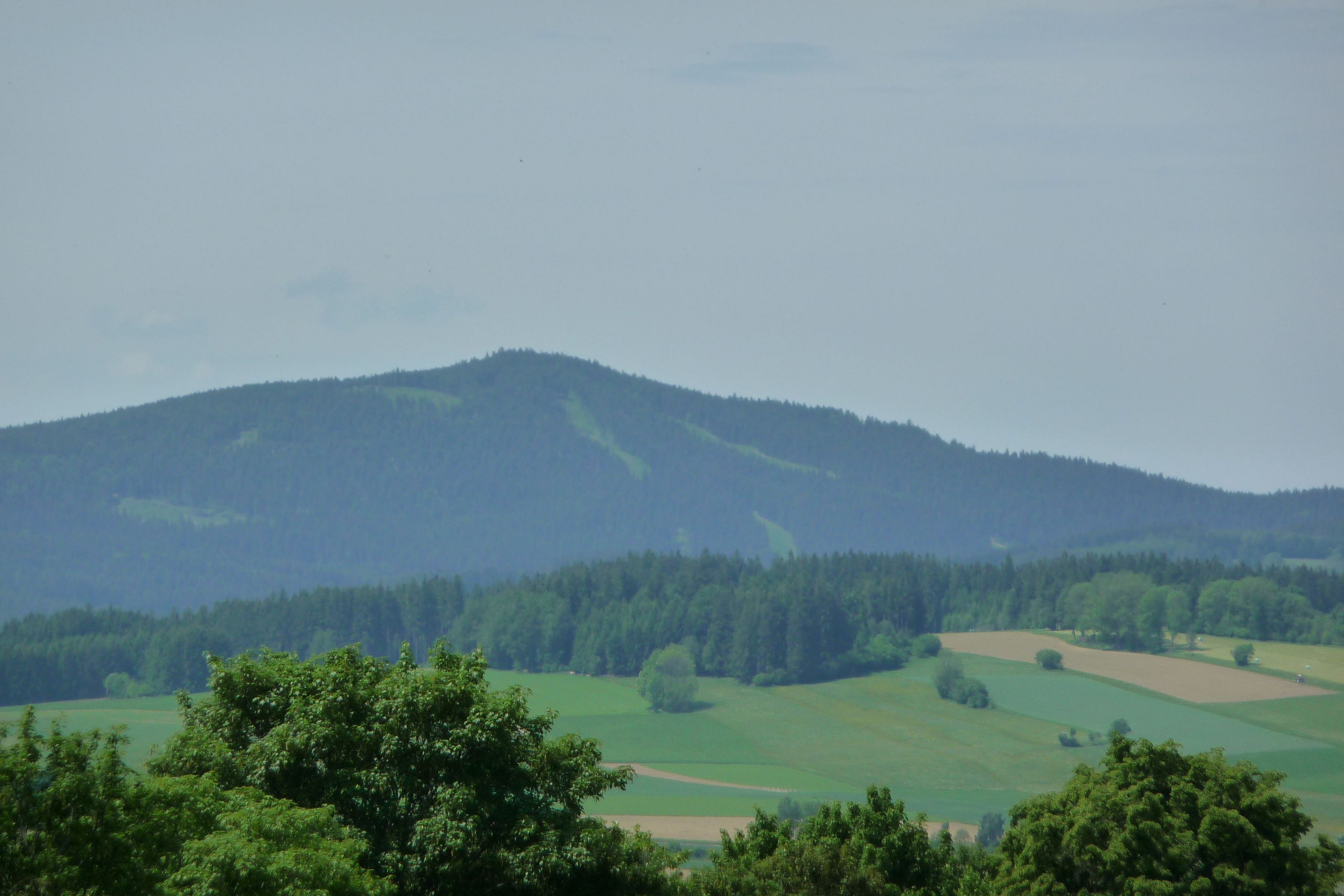

施滕施泰因山（德語：Sternstein），是奧地利的山峰，位於該國北部，由上奧地利州負責管轄，屬於波希米亞林山的一部分，距離霍赫菲希特山31公里，海拔高度1,122米，每年平均降雨量1,124毫米。